# Danmarks U/16-fodboldlandshold
Danmarks U/16-fodboldlandshold eller U/16-landsholdet er et hold under Dansk Boldspil-Union (DBU), udvalgt blandt alle danske fodboldspillere under 16 år, til at repræsentere Danmark i internationale U/16-fodboldturneringer arrangeret af FIFA og UEFA samt i venskabskampe mod andre nationale fodboldforbunds udvalgte U/16 hold.